# Митусов, Алексей Иванович
Алексей Иванович Митусов (21 февраля 1921, с. Дубики, Ефремовский уезд, Тульская губерния, РСФСР, ныне в составе Ефремовского района Тульской области Российской Федерации — 22 июля 2015) — ас советской истребительной авиации, дважды ставший асом на Великой Отечественной войне и на Корейской войне. Представлялся к званию Героя Советского Союза и к званию Героя Российской Федерации. Полковник.

## Биография
В 1937 году окончил 8 классов средней школы. В 1938 году окончил школу ФЗУ в городе Узловая Тульской области. Работал на заводах. Учился в аэроклубе.
В феврале 1939 года призван в Красную Армию Днепропетровским военкоматом в Украинской ССР. В мае 1940 года окончил Качинскую военную авиационную школу имени А. Ф. Мясникова и направлен на службу младшим лётчиком 161-го резервного авиационного полка Северо-Кавказского военного округа (полк дислоцировался в Армавире), в декабре переведён в 167-й истребительный авиационный полк Харьковского военного округа. С мая по октябрь 1941 года учился на курсах командиров звеньев при штабе ВВС Северо-Кавказского военного округа. С октября 1941 года — командир звена 352-го истребительного авиационного полка. Полк входил в состав ВВС Среднеазиатского военного округа и дислоцировался в Ташкенте, был вооружён устаревшими к тому времени истребителями И-16. В ноябре 1943 года полк вместе с всем лётным составом переброшен в 11-й запасной истребительный авиационный полк в город Кировабад и там освоил истребитель P-39 «Аэрокобра».
В марте 1944 года 352-й истребительный авиаполк прибыл в действующую армию на фронт Великой Отечественной войны и воевал до Победы в составе 273-й истребительной авиационной дивизии 6-го истребительного авиационного корпуса на 1-м Белорусском фронте. Воевал командиром звена, с октября 1944 года — заместителем командира и штурманом эскадрильи. Будучи по своему составу истребительным полком, весь 352 ИАП использовался как разведывательный полк. В его рядах капитан А. И. Митусов выполнил около 150 боевых вылетов (в том числе 60 на разведку), провёл 18 воздушных боёв, сбил лично 6 самолётов противника.
Участвовал в Белорусской, Висло-Одерской, Восточно-Померанской и Берлинской наступательных операциях.
После войны продолжал служить в 352-и истребительном авиаполку в составе 2-й воздушной армии Центральной группы войск в Австрии. С мая 1945 года командовал эскадрильей, в мае 1946 года назначен начальником воздушно-стрелковой службы полка. В апреле 1947 года полк был расформирован, а Митусов переведён командиром эскадрильи в 65-й гвардейский истребительный авиационный полк (4-я гвардейская истребительная авиационная дивизия, 16-я воздушная армия, Группа советских оккупационных войск в Германии). С мая 1949 года — заместитель командира 705-го гвардейского ИАП по лётной части (4-я гвардейская истребительная авиационная дивизия, 24-я воздушная армия, ГСВГ).
В апреле 1951 года был срочно вызван в Москву как один из лучших лётчиков в деле освоения реактивных истребителей МиГ-15бис, и там был включён в составе особой группы генерал-майора авиации Героя Советского Союза А. С. Благовещенского. Группа была отправлена в Китайскую Народную Республику для участия в Корейской войне и получила боевую задачу принудить к посадке новейший американский истребитель F-86 «Сейбр». Однако эту задачу выполнить не удалось и группу расформировали. В конце июля 1951 года назначен помощником командира 196-го истребительного авиационного полка по тактике воздушного боя и воздушной стрельбе (324-я истребительная авиационная дивизия, 64-й истребительный авиационный корпус). С мая 1951 года по февраль 1952 года принимал участие в боевых действиях над территорией КНДР. Совершил 105 боевых вылетов, провёл около 40 воздушных боёв, лично сбил 7 самолётов противника (все победы над реактивными истребителями США).
За героизм в боях над КНДР был представлен к присвоению звания Героя Советского Союза командиром полка Е. Г. Пепеляевым и командиром дивизии И. Н. Кожедубом. Однако в Москве в присвоении звания Героя было отказано, наградой за участие в этой войне стали два ордена Красного Знамени.
Участвуя в двух войнах, Алексей Митусов стал асом на поршневых истребителях в Великой Отечественной войне и на реактивных истребителях в Корейской войне. Такого выдающегося результата кроме него достигли лишь несколько лётчиков: Герой Советского Союза Степан Бахаев, Герой Советского Союза Александр Карасёв, Герой Советского Союза Виктор Колядин, Герой Советского Союза Григорий Дмитрюк, Степан Артемченко, Сергей Вишняков, истребители ВВС США Джордж Дэвис, Вермонт Гаррисон, Джеймс Хагерстром, Фрэнсис Габрески, Джон Болт, Уильям Уиснер, Гаррисон Тинг. За свои две войны сбил 12 самолётов лично.
После возвращения в СССР 196-й ИАП был передан в Московский район ПВО, а в августе этого 1952 года А. И. Митусов назначен заместителем командира — лётчиком-инспектором по технике пилотирования полка, в ноябре 1952 года — командиром полка. С декабря 1955 года — заместитель командира 98-й гвардейской истребительной авиационной дивизии по лётной подготовке. В феврале 1961 года полковник Митусов был уволен в запас.
Живёт в городе Горький (с 1990 Нижний Новгород). Работал лётчиком-испытателем в ЦКБ по судам на подводных крыльях, испытывал экранопланы конструктора Ростислава Алексеева. Освоил и испытал более 30 типов самолётов, вертолётов и экранопланов. Имел налёт около 9000 часов. В 1988 году вышел на пенсию.
В 2005 году все жившие в Нижегородской области Герои Советского Союза направили ходатайство о присвоении А. И. Митусову звания Героя Российской Федерации, но на это ходатайство был получен отказ.

## Воинские звания
- Младший лейтенант (20.05.1940)
- Лейтенант (5.11.1943)
- Старший лейтенант (2.07.1944)
- капитан (7.04.1945)
- Майор (30.04.1949)
- Подполковник (21.12.1951)
- Полковник (9.04.1955)

## Награды
- шесть орденов Красного Знамени (6.08.1944, 23.01.1945, 16.04.1945, 10.10.1951, 25.09.1952, 22.02.1955)[1]
- орден Александра Невского (29.03.1945)[1]
- орден Отечественной войны 2-й степени (11.03.1985)[1]
- орден Красной Звезды (30.04.1954)[1]
- медаль «За боевые заслуги» (20.06.1949)[1]
- другие медали СССР
- Медаль «Китайско-советская дружба» (КНР)